# Sander de Wijn
Sander de Wijn, född den 2 maj 1990 i Boxmeer, Nederländerna, är en nederländsk landhockeyspelare.
Han tog OS-silver i herrarnas landhockeyturnering i samband med de olympiska landhockeytävlingarna 2012 i London.
Vid de olympiska landhockeytävlingarna 2016 i Rio de Janeiro slutade de Wijn på en fjärde plats efter förlust mot Tyskland i bronsmatchen.